# 軽井沢 (鎌ケ谷市)
軽井沢（かるいざわ）は、千葉県鎌ケ谷市の地名。郵便番号は273-0131。

## 地理
鎌ケ谷市の北東部に位置する。
北側・東側は柏市藤ヶ谷、西側は佐津間や粟野、南側は初富と接している。なお、白井市とは直接接していない（柏市藤ヶ谷が両市の間に割り込む形で入り組んでいる）。

## 歴史
鎌ケ谷市の大部分は東葛飾郡であったが、ここはもともと印旛郡根村（現在の白井市）に所属していた。明治22年（1889年）の町村制成立時に根村のうち、字軽井沢新田と呼ばれていたこの地域だけが鎌ケ谷村（当時）に編入された。

## 世帯数と人口
2017年（平成29年）11月1日現在の世帯数と人口は以下の通りである。
| 大字   | 世帯数  | 人口  |
| ------ | ------- | ----- |
| 軽井沢 | 290世帯 | 623人 |

## 小・中学校の学区
市立小・中学校に通う場合、学区は以下の通りとなる。
| 番地 | 小学校               | 中学校               |
| ---- | -------------------- | -------------------- |
| 全域 | 鎌ケ谷市立北部小学校 | 鎌ケ谷市立第三中学校 |

## 交通
町の南端を国道464号と北総鉄道北総線が通っているが、駅はない。最寄駅は、東武野田線の六実駅である。また、都市計画道路の整備も検討されている

## 施設
- クリーンセンターしらさぎ - 柏市（沼南地区）・白井市・鎌ケ谷市の清掃工場。
- さわやかプラザ軽井沢 - クリーンセンターしらさぎで出る余熱を利用したスパ。
- 海上自衛隊下総航空基地
- 鎌ケ谷市学校給食センター
- 八幡神社
- 鎌ヶ谷自動車学校
- 中央自動車大学校鎌ヶ谷キャンパス